# Анхалт
Анхалт (њем. Anhalt) историјска је област која се налази у средњој Њемачкој, која припада покрајини Саксонија-Анхалт. Област је име добила по истоименој тврђави предака династије Аскани, чије се рушевине налазе у близини града Харцгероде. Анхалт се простире од Харца до Верлица и од Флеминга до Јесница.
У својој историји Анхалт је прешао дуг пут од Кнежевине Анхалт ка Војводству Анхалт и Слободној држави Анхалт. Од 1871. године област је у саставу Њемачког царства. Као политичка јединица Анхалт је престао самостално да постоји 1945. године. До 1949. године налазио се у совјетској окупационој зони. Совјетска војна управа је 1947. године Анхалт у састав покрајине Саксонија-Анхалт, ујединивши је са дијелом Саксоније. У октобру 1949. године, област је са оснивањем Њемачке Демократске Републике ушла у њен састав.
Након уједињења Њемачке 1991. године као резултат административних реформи 1994. године у покрајини Саксонија-Анхалт основан је округ Анхалт-Цербст, чиме ме област добила име старе кнежевине. Током наредне административне реформе основан је округ Анхалт-Битерфелд, који упркос своме имену обухвата територију којиа никада није била дио Анхалта (нпр. Битерфелд).